# کوسمو اویل
کوسمو (انگلیسی: Cosmo Oil Company) شرکت نفت ژاپنی است، که در سال ۱۹۸۶ تأسیس شد.